# Alex Fava
Pour les articles homonymes, voir Fava.
Alex Fava, né le 23 avril 1989 est un escrimeur français pratiquant l'épée.

## Palmarès
- Championnats du monde
  -  Médaille d'or par équipes aux championnats du monde 2022 au Caire[1]

- Championnats d'Europe
  -  Médaille d'argent par équipes aux championnats d'Europe 2018 à Novi Sad[2]

- Universiades
  -  Médaille d'or par équipes à l'Universiade d'été de 2013 à Kazan[3]
  -  Médaille d'argent par équipes à l'Universiade d'été de 2011 à Shenzhen

- Championnats de France
  -  Médaille d'or en individuel aux championnats de France 2019 à Fontaine[4]
  -  Médaille d'or par équipes aux championnats de France 2019 à Fontaine[4]
  -  Médaille d'or par équipes aux championnats de France 2017 à Albi
  -  Médaille d'or par équipes aux championnats de France 2016 à Saint-Paul-Trois-Châteaux[5]
  -  Médaille d'argent par équipes aux championnats de France 2014 à Saint-Genis-Pouilly
  -  Médaille de bronze en individuel aux championnats de France 2017 à Albi
  -  Médaille de bronze par équipes aux championnats de France 2015 à Épinal
  -  Médaille de bronze en individuel aux championnats de France 2011 à Amiens